# Kees Schouhamer Immink
Kornelis Antonie „Kees” Schouhamer Immink (ur. 18 grudnia 1946 w Rotterdamie) – holenderski inżynier, przedsiębiorca i naukowiec. Współwynalazca płyty CD, DVD i Blu-Ray.

## Życiorys
Studiował inżynierię elektryczną w Eindhoven, na Uniwersytet Techniczny w Eindhoven, gdzie otrzymał tytuł doktora w 1985 roku. W latach 1967–1998 pracował w Philips Research Laboratories w Eindhoven w Holandii. Pełni funkcje prezesa i założyciela firmy Turing Machines Inc. i gościnnie wykłada na Institute for Experimental Mathematics w Essen w Niemczech oraz na Data Storage Institute w Singapurze. W latach 2001–2002 był prezesem stowarzyszenia Audio Engineering Society.
Przyczynił się do konstrukcji i rozwoju całej gamy cyfrowych nagrywarek; systemów takich, jak Compact Disc, Compact Disc Video, DAT, DCC, DVD i Blu-ray. Odegrał decydującą role w rozwoju technologii kodowania sprzętu audio i wideo. Zaprojektował kody źródłowe EFM i EFMPlus, z których korzystają płyty CD i DVD. Jego badania naukowe są udokumentowane w ponad 100 pracach naukowych z dziedziny techniki oraz w ponad 1000 patentów z i spoza Stanów Zjednoczonych.
W 2000 otrzymał tytuł szlachecki. Został uhonorowany przez Narodową Akademię Sztuki Telewizyjnej i Nauki (NATAS) nagrodą Emmy za wybitne osiągnięcia techniczne. Jest członkiem Królewskiej Holenderskiej Akademii Nauk oraz tzw. foreign associate amerykańskiej Narodowej Akademii Technicznej

## Wyróżnienia
- Nagroda Emmy za wytyczanie nowych dróg w technologii telewizyjnej
- Medal Edisona nadany przez Instytut Inżynierów Elektryków i Elektroników za twórczy wkład w technologie cyfrowego wideo, audio i zapisu danych (1999)[1].
- Progress Medal przyznany przez Stowarzyszenie Inżynierów Filmu i Telewizji
- AES Gold Medal przyznany przez Audio Engineering Society